# Knokmolen
De Knokmolen ligt in de gemeente Ruiselede in de provincie West-Vlaanderen en wordt ook nog ‘Billietszemeulen’ genoemd naar zijn laatste beroepsmolenaar Gerard Billiet.

## Geschiedenis
De stenen korenmolen is gebouwd in 1840, zoals boven de ingang staat aangeduid, en heeft zijn naam te danken aan de Knokstraat waarlangs hij te bereiken is.
In de voorbije eeuw had de molen heel wat tegenslagen. In 1912 was er zware schade aan de houten assekop, die moest dan ook vervangen worden. Dit werd een ijzeren assekop die overkwam van een molen uit Kanegem. Een zware storm in 1940 zorgde ervoor dat de molen verkeerd draaide waardoor het wiekenkruis volledig vernieuwd moest worden.
Uiteindelijk brak ook nog de houten gaanderij af die dan werd vervangen door een betonnen constructie.

## Heden
Heden is de Knokmolen bijna elke zaterdag nog in werking. Samen met Hostesmolen bepaalt hij het beeld van de gemeente Ruiselede, die ook nog de naam 'molendorp' draagt.
- Inventaris van het Bouwkundig Erfgoed (Vlaanderen): 90541